# دوري السنغال الممتاز 2012
دوري السنغال الممتاز 2012 هو موسم من دوري السنغال الممتاز. كان عدد الأندية المشاركة فيه 16، وفاز فيه نادي واكام.